# Acalypha paucifolia
Acalypha paucifolia là một loài thực vật có hoa trong họ Đại kích. Loài này được Baker & Hutch. mô tả khoa học đầu tiên năm 1911.